# Ahmed Yasser (Fußballspieler, 1994)
Ahmed Yasser (arabisch أحمد ياسر, DMG Aḥmad Yāsir; * 17. Mai 1994 in Doha) ist ein katarischer Fußballspieler.

## Karriere

### Verein
Seinen ersten Vertrag unterschrieb er 2011 bei Lekhwiya SC (heute: al-Duhail SC). Der Verein spielte in der höchsten Liga des Landes, der Qatar Stars League. Mit dem Verein wurde er 2011/12, 2013/14, 2014/15 und 2016/17 katarischer Meister. 2017 wurde er an den spanischen Verein Cultural Leonesa ausgeliehen. 2018 wurde er an den katarischen Verein al-Rayyan SC ausgeliehen. Im August 2018 wurde er an den japanischen Verein Vissel Kobe ausgeliehen. 2019 kehrte er zu al-Duhail SC zurück.

### Nationalmannschaft
Im Jahr 2013 debütierte Yasser für die katarische Fußballnationalmannschaft. Er hat insgesamt 32 Länderspiele für Katar bestritten.